# 伊迪亚萨瓦尔
伊迪亚萨瓦尔（西班牙語：Idiazábal）是西班牙巴斯克自治区吉普斯夸省的一个市镇。总面积30平方公里，总人口2082人（2001年），人口密度69人/平方公里。